# Craig Horner
Craig Horner (Brisbane, 24 gennaio 1983) è un attore australiano, principalmente noto per il ruolo di Ash Dove nella serie televisiva H2O, per quello di Richard Cypher nella serie televisiva La spada della verità e per il ruolo del Conte di Montecristo nella serie TV C'era una volta..

## Biografia
Craig Horner scopre di amare la recitazione dopo essere apparso nella rappresentazione scolastica di Sogno di una notte di mezza estate. Frequenta il St Peters Lutheran College di Brisbane per poi decidere di fare l'attore, trasferendosi a Sydney. A partire dal 2001 fa numerose apparizioni in vari film e serie televisive: entra nel cast di Blue Water High in cui interpreta, dalla terza stagione, Garry Miller, e in quello di H2O nel ruolo di Ash Dove. Nel 2007 recita nello spot televisivo di Coca-Cola Zero. Dal 2008 al 2010 ricopre il ruolo di Richard Cypher nella serie televisiva La spada della verità, trasposizione dell'omonima saga letteraria scritta da Terry Goodkind.
A marzo 2012 viene annunciata la sua partecipazione nel pilot della nuova serie televisiva di The CW Joey Dakota: basata sul format israeliano Danny Hollywood, parla della documentarista Maya, che viaggia nel tempo fino agli anni Novanta per conoscere il cantante rock Joey Dakota, interpretato da Craig Horner, del quale s'innamora; le riprese cominciano il 28 marzo, ma a maggio il pilot non viene esteso a un'intera stagione. Il 4 novembre 2013 ottiene uno dei tre ruoli principali nel pilot della serie televisiva di VH1 Hindsight, al fianco di Laura Ramsey e Sarah Goldberg. Nel 2016 entra a far parte della sesta stagione di C'era una volta interpretando il ruolo del Conte di Montecristo, personaggio di fantasia protagonista del romanzo di Alexandre Dumas.
Canta in una band fondata da lui stesso, chiamata "Ithaca".

## Filmografia

### Cinema
- Blurred, regia di Evan Clarry (2002)
- Una bracciata per la vittoria (Swimming Upstream), regia di Russell Mulcahy (2003)
- The Moment After, regia di Steve Martin – cortometraggio (2003)
- Il collezionista di occhi (See No Evil), regia di Gregory Dark (2006)
- This Little Love of Mine, regia di Christine Luby (2021)
- L'abbinamento perfetto (A Perfect Pairing), regia di Stuart McDonald (2022)

### Televisione
- Cybergirl – serie TV, 26 episodi (2001-2002)
- headLand – serie TV, episodi 1x11-1x12 (2005)
- Two Twisted - Svolte improvvise (Two Twisted) – serie TV, episodio 1x14 (2006)
- Monarch Cove – serie TV, 8 episodi (2006)
- H2O (H2O: Just Add Water) – serie TV, 12 episodi (2007-2008)
- Blue Water High – serie TV, 24 episodi (2008)
- La spada della verità (Legend of the Seeker) – serie TV, 44 episodi (2008-2010) - Richard Cypher
- Joey Dakota – film TV (2012)
- Hindsight – serie TV, 10 episodi (2015)
- C'era una volta – serie TV, 1 episodio (2016)

## Doppiatori italiani
Nelle versioni in italiano delle opere in cui ha recitato, Craig Horner è stato doppiato da:
- Simone Crisari in Cybergirl, This Little Love of Mine
- Fabrizio De Flaviis in La spada della verità, C'era una volta
- Davide Perino in Una bracciata per la vittoria
- Daniele Natali in H2O
- Edoardo Stoppacciaro in Blue Water High
- Stefano Crescentini ne Il collezionista di occhi
- Emiliano Coltorti in L'abbinamento perfetto
- Daniel Magni ne I segreti di Rock Island